# Антон Бернолак
А́нтон Бернола́к (на словашки: Anton Bernolák); 3 октомври 1762, Сланица – 15 януари 1813, Нове Замки) е словашки филолог и католически свещеник. Автор на първата кодификация на словашкия литературен език.

## Биография
Антон Бернолак е роден в семейството на земан – земевладелец от село Сланица на Орава на 3 октомври 1762 г. (тази дата е установена като ден на кръщението, денят на раждане е неизвестен). През 1774 – 1778 г. учи в гимназията в Ружомберк, а по-късно в Братислава, Търнава и накрая учи две години теология във Виена. Бернолак се интересува от лингвистика, история, икономика, медицина и други науки по време на следването си. През 1787 г. завършва обучението си в генералната семинария в Братислава. С подкрепата на кръжока от любители на родния език, чиито член е и той, през 1787 г. Бернолак публикува анонимно "Филологическо-критично разсъждение на славянската писменост» (Dissertatio philologico-critica де literis Slavorum) с приложението „Ортография“ (Orthographia). Годината на публикуване на тази книга се смята за дата на началото на историята на словашкия език.
След завършването на семинарията, А. Бернолак изпълнява задълженията си на свещеник в Чеклис (Čeklís, Čeklýs aj Lužnica) – днес село Бернолаково), докато продължава научната си дейност – през 1790 г. Бернолак публикува първата граматика на словашкия език (Grammatica Slavica). През 1791 г. публикува труда си за словашкото словообразуване „Етимология на словашките думи“ (Etymologia vocum slavicarum), през същата година се премества в Търнава, където работи като секретар в архиепископския викариат. От 1797 г. до смъртта си през 1813 г. Бернолак живее в град Нове Замки, където работи като декан и управител на градското училище. Започнал да събира материали за своя „Словашко-чешки-латинско-немско-унгарски речник“ (Slowár Slowenskí Češko-Laťinsko-emecko-Uherskí) в Чеклис, Бернолак продължава съставянето му в Нове Замки, но не успява да го публикува заради финансови и други проблеми. Речникът е завършен и публикуван след смъртта му, през 1825 – 1827 г., благодарение най-вече на усилията на каноника Ю. Палкович.
В лингвистичните си трудове Бернолак представя програма за кодификации на словашкия литературен език, нареченибернолаковщини. Тази литературна норма е основавана предимно на западнословашкия интердиалект (наддиалектична форма, използвана от образованото население на Западна Словакия), съчетаващ в себе си елементи от диалектите на западнословашкия диалект и чешкия литературен език. Берлолаковският вариант на литературния език се използва единствено в средите на словашката интелигенция с католическо вероизповедание и не се превръща в единен словашки литературен език (словаците-протестанти продължават да се придържат към традиционното използване на чешкия литературен език). Бернолаковщините отпадат от употреба в средата на XIX век, но за времето на половинвековната употреба на тази версия на словашкия език са публикувани голям брой произведения религиозна и светска литература (например поезията на Ян Голи и прозата на Юрай Фандли).